# フランスのストライキ (1995年)
フランスのストライキ (1995年)、ここでは1995年11月から12月にかけて発生したフランスのストライキを扱う。

## 概要
1995年、ジャック・シラク大統領が率いるフランス政府はフランス国鉄、パリ交通公団、フランス電力公社、フランスガス公社などの職員が加入する公務員特別年金制度の改革に着手。アラン・ジュペ首相は、公務員の年金受給資格の取得期間の延長などを盛り込んだ改革案（ジュペプラン）を国民議会へ提出した。この改革に反対する公務員や学生らが大規模の抗議デモを展開。次いでゼネラル・ストライキが3週間にわたり発生し、フランスの公的セクションの多くがストップした。この結果、ジュペ首相は辞任に追い込まれた。

## 影響
フランス国内の国鉄、メトロをはじめとした公共交通機関がマヒしたため、自動車で移動を試みる市民で道路も大渋滞となり、従業員の欠勤が相次ぎ企業に大きな損失が生じた。自動車を持たない市民は、道路沿いに親指を立ててヒッチハイクを試みた。